# Bahnstrecke Tantow–Gartz
| Ehemaliger Streckenanfang in Gartz |                                     |                                             |                                             |
| Kursbuchstrecke: | 122n (1946) 123g (1944) 110e (1934) |                                             |                                             |
| Streckenlänge: | 7,3 km                              |                                             |                                             |
| Spurweite: | 1435 mm (Normalspur)                |                                             |                                             |
| |                                     |                                             |                                             |
| \| \| \| Bahnstrecke Berlin–Szczecin von Szczecin \| \| \| \| 0,0 \| Tantow \| 22 m ü. NHN \| \| \| \| Bahnstrecke Berlin–Szczecin nach Angermünde \| \| \| \| 4,1 \| Geesow \| Geesow \| \| \| 7,3 \| Gartz (Oder) \| Gartz (Oder) \| |                                     |                                             |                                             |
| Strecke |                                     | Bahnstrecke Berlin–Szczecin von Szczecin    | Bahnstrecke Berlin–Szczecin von Szczecin    |
| Bahnhof | 0,0                                 | Tantow                                      | 22 m ü. NHN                                 |
| Abzweig ehemals geradeaus und nach rechts |                                     | Bahnstrecke Berlin–Szczecin nach Angermünde | Bahnstrecke Berlin–Szczecin nach Angermünde |
| Haltepunkt / Haltestelle (Strecke außer Betrieb) | 4,1                                 | Geesow                                      | Geesow                                      |
| Kopfbahnhof Streckenende (Strecke außer Betrieb) | 7,3                                 | Gartz (Oder)                                | Gartz (Oder)                                |

Die Bahnstrecke Tantow–Gartz (auch Salvey-Bahn) war eine rund sieben Kilometer lange Nebenbahn im Landkreis Randow der preußischen Provinz Pommern. Sie verband die Landgemeinde Tantow an der Hauptbahn Berlin–Stettin mit der Kleinstadt Gartz an der Oder. 

## Verlauf
Die Strecke zweigte in Tantow von der Hauptbahn Berlin–Stettin ab und führte fast sieben Kilometer entlang des Salveytals in Richtung Südosten. Der einzige Unterwegshalt der Bahn befand sich in Geesow – heute ein Ortsteil von Gartz. Da die Bahn lediglich als Stichbahn angelegt wurde, war sie nur von geringer Bedeutung.

## Geschichte

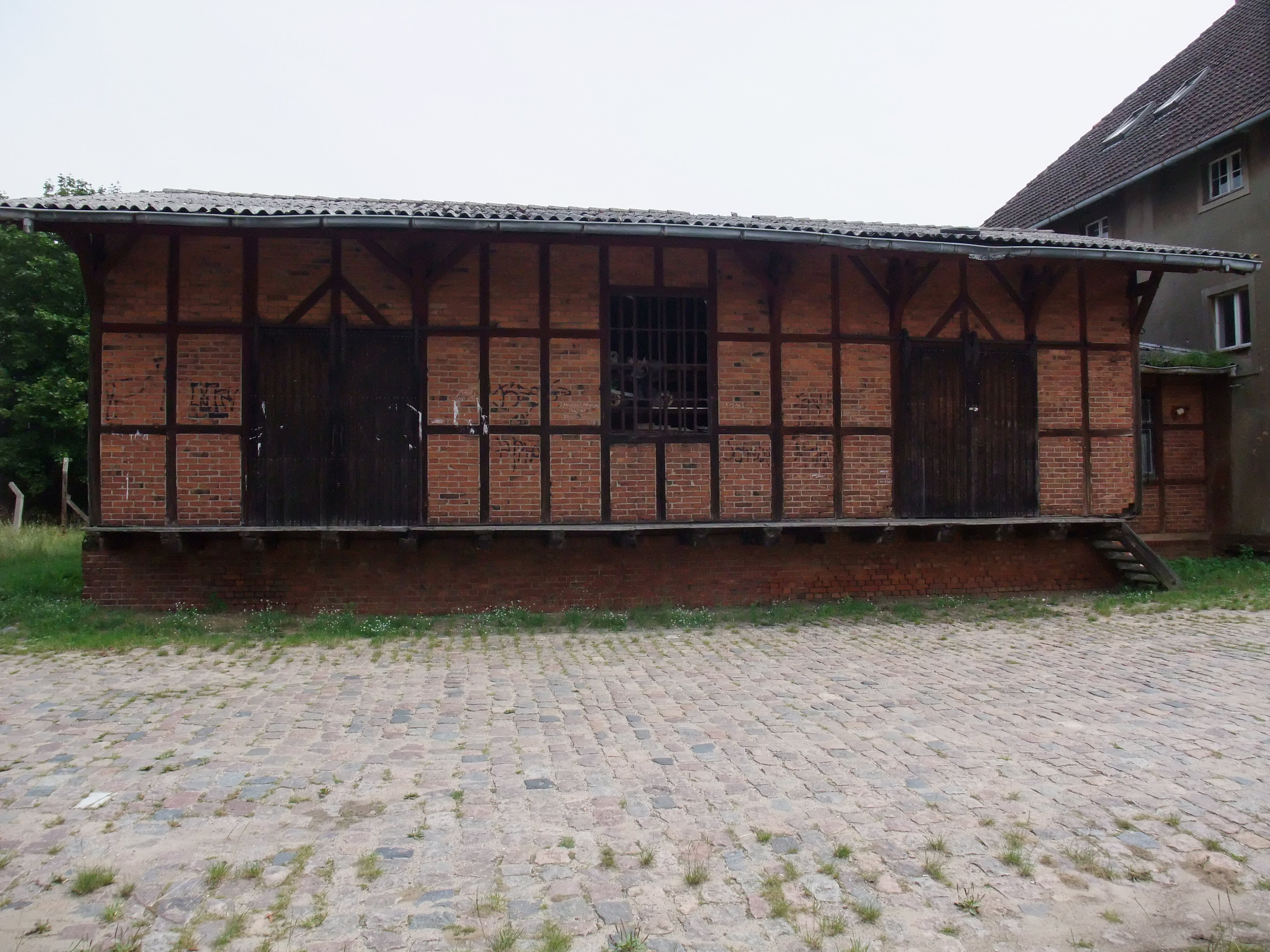
Güterschuppen in Gartz

Nachdem sich die Gartzer Bevölkerung lange für einen Anschluss ans Schienennetz eingesetzt hat, wurde die Strecke nach etwa zweieinhalbjähriger Bauzeit am 15. März 1913 in Betrieb genommen. Von Anfang an war nicht ganz klar, wo entlang die Strecke nach Stettin führen soll. Infrage kamen in erster Linie Angermünde, Schwedt/Oder, Vierraden oder Gartz (Oder). Die Entscheidung fiel für Angermünde, da es sich hierbei um den direktesten und billigsten Weg handelte. In Gartz gab weiterhin Bestrebungen nach einem Eisenbahnanschluss. Durch das Preußische Kleinbahngesetz aus dem Jahre 1892 rückte eine Bahnstrecke von Tantow nach Gartz immer näher. Zunächst kam es dazu, dass Wirtschaftlichkeit und Gelände untersucht wurden. Ebenso wurden technische Gutachten eingeholt. Trotz großer Zielstrebigkeit kam das Bauvorhaben relativ langsam voran. Die Stadt Gartz und der preußische Staat bevorzugten stets eine normalspurige Bahn. Andere Vertreter waren für eine Meterspurbahn oder für eine Verlängerung der bereits bestehenden Strecke von Casekow bis an die Oder. 1898 gab es sogar Bestrebungen, eine elektrifizierte Strecke zu erbauen. Etwa um 1900 setzten sich einige Kommunen und auch Privatpersonen für eine Strecke von Tantow über Gartz bis nach Schwedt ein. Zwei Jahre später waren nun auch die Stadt Gartz (Oder) und der Landkreis Randow dafür. Dennoch spezialisierten sich die Planungen zunächst auf den Abschnitt Tantow–Gartz. Der andere Abschnitt war als nicht rentabel erklärt worden. Der Minister der öffentlichen Arbeiten beauftragte am 30. Juli 1903 die Königliche Eisenbahndirektion (KED) Stettin, mit allgemeinen Vorarbeiten für die künftige Strecke zu beginnen. Bevor die KED am 15. April 1910 den Beschluss zum Bau fassten, gab es mehrere Streitigkeiten über die Abgabe des benötigten Baulandes und die Lage der Zugangsstellen. Daher kam es immer wieder zu Verzögerungen. Die endgültige Genehmigung vom Staat kam am 25. Juli 1910. Der Landrat des Kreises Randow mischte sich in den Eisenbahnbau ein und konnte Festlegungen über die Bereitstellung des Baulands erreichen. Die Stadt Gartz war nun bereit, das Land bis zur 2. Salveymühle der Bahn zu überlassen. Der Kreis Randow sagte 100000 Mark für den Bahnbau zu. 45 Eigentümer kamen nach einer Schätzung vom 2. September 1910 für die Landabgabe infrage. Für die sechs größten Flächen wurden nur etwa zwei Drittel der veranschlagten Geldsumme benötigt. Für alle weiteren Beträge, die die 100000 Mark überschreiten, erklärte sich die Stadt Gartz bereit, die Kosten zu übernehmen. Um die sechs größten Flächen kaufen zu können, wurde 67203 Mark benötigt. Davon entfielen auf die folgenden Eigentümer:
| Person bzw. Institution            | Ort                 | Geldsumme  |
| ---------------------------------- | ------------------- | ---------- |
| Geheimer Rat Eickstedt             | Tantow (40000 m²)   | 46000 Mark |
| Rittergut Kühn                     | Damitzow (13632 m²) | 8753 Mark  |
| Gastwirt O. Schultze               | Tantow              | 1250 Mark  |
| Mühlenbesitzer Fertig              | 3. Salveymühle      | 3000 Mark  |
| Bauern- und Kossätengenossenschaft | Hohen Reinkendorf   | 4000 Mark  |
| Besitzer Beckmann                  | Hohen Reinkendorf   | 4200 Mark  |

Am 23. November 1911 wurde der Vermessung und Kennzeichnung des benötigten Landes begonnen. Mehrere Furchen wurden als Markierung für die künftige Strecke gezogen. Da das Gelände keine großen Herausforderung darstellte, verlief der Bahnbau relativ schnell. Der Rohbau des Gartzer Empfangsgebäudes war am 12.12.(19)12 um 12:12:12 fertig. Dies belegt eine damalige Ansichtskarte. 
Zum Jahresende 1912 entwarf die KED Stettin einen ersten Fahrplan. Fünf Zugpaare sollen hier täglich fahren. Anfangs sollten Wittfeld-Akku-Triebfahrwagen eingesetzt werden. Doch dazu kam es nicht. In Gartz war sowieso schon eine Dampflokomotive für den Güterverkehr im Einsatz, die auch Personenwagen mitnehmen konnte. Die Arbeiten waren im März 1913 größtenteils abgeschlossen. 
Nach dem Ende des Zweiten Weltkrieges wurde 1945 von der SMAD der Befehl erlassen, die Bahn zu Reparationszwecken abzubauen und das Material in die Sowjetunion zu transportieren. Dieses Vorhaben wurde 1948/49 umgesetzt. In den Folgejahren wurde die Trasse als Trampelpfad weitergenutzt und schließlich zu einem Radwanderweg ausgebaut.

## Betriebsstellen

### Tantow
Der Bahnhof Tantow wurde an der Stettiner Bahn bereits 1843 eröffnet. Nach 1945 wurde er zum Grenzbahnhof an der Grenze zu Polen. 

### Geesow
Der Haltepunkt Geesow wurde gemeinsam mit der Strecke in Betrieb genommen. Während der Planungen kam aus Geesow der Wunsch auf, eine Zugangsstelle für den Personenverkehr näher an den Ort zu legen. Die Magistrat aus Gartz lehnte dies ab. Ebenso bestand der Wunsch nach einer Güterverladestelle. Doch für im Bauplan nicht berücksichtigte Vorhaben fehlten die finanziellen Mittel. Daher blieb es in Geesow bei einem einfachen Haltepunkt für den Personen-, Expressgut- und Gepäckverkehr. Dieser lag dann doch 1,8 Kilometer vom Ortszentrum entfernt. Sowohl die Züge aus Tantow als auch aus Gartz hielten in Geesow nur bei Bedarf. Nachdem die Strecke abgebaut worden war, diente das ehemalige Empfangsgebäude Wohnzwecken.

### Gartz (Oder)
Der Gartzer Bahnhof ist der Endpunkt der Strecke. 1948 wurden seine Gleisanlagen demontiert.